# Teatro alla Scala

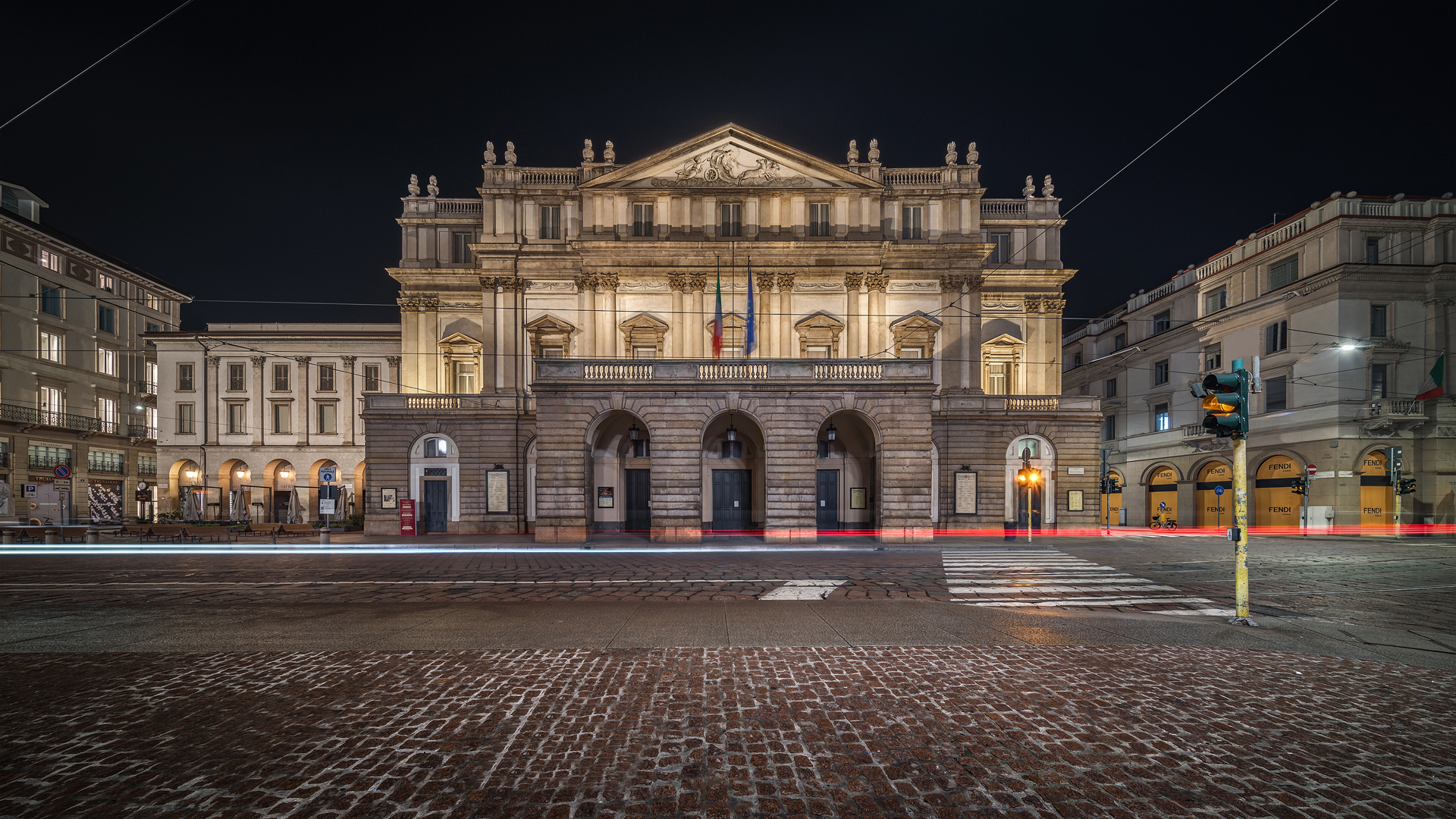
Teatro alla Scala (2022)

Blick in den Zuschauerraum

Die Mailänder Scala, italienisch Teatro alla Scala, in Mailand, auch kurz Scala, ist eines der bekanntesten und bedeutendsten Opernhäuser der Welt. Es liegt an der Piazza della Scala, nach der das Opernhaus benannt wurde. Der Platz hat den Namen von der Kirche Santa Maria della Scala erhalten, die hier 1381 errichtet worden war und die nach der Stifterin Beatrice Regina della Scala, der Frau von Bernabò Visconti, benannt wurde. Die Mailänder Scala bietet Platz für 2.030 Zuschauer.

## Geschichte des Opernhauses

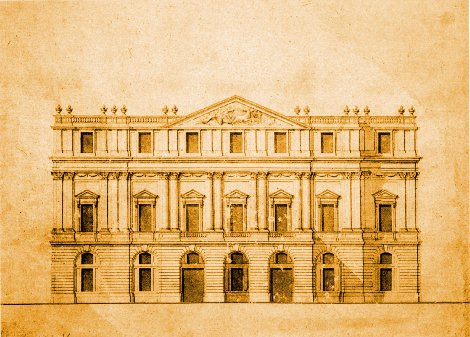
Plan für die Scala von 1779

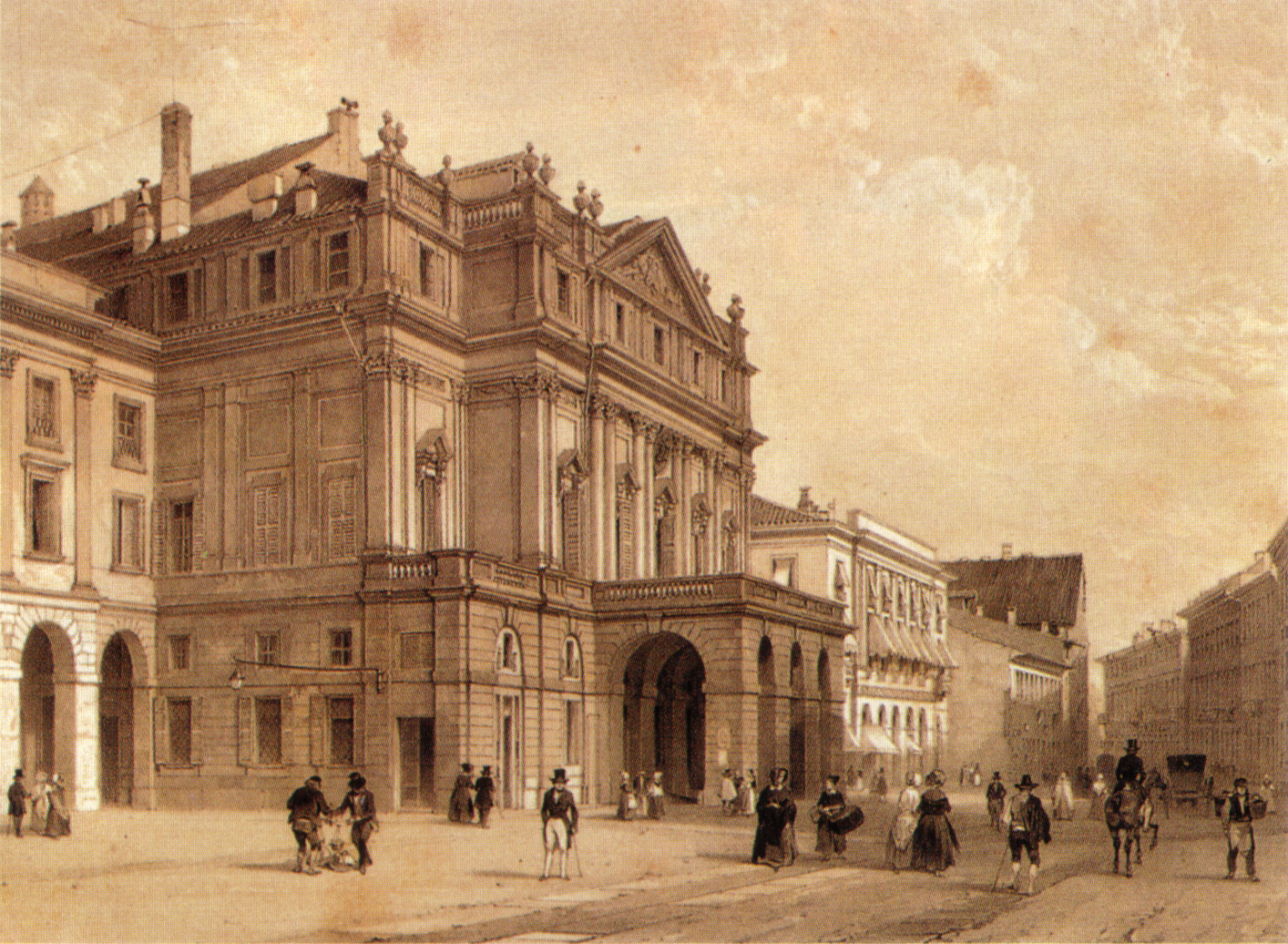
Scala im 19. Jahrhundert

Die Scala ist der Nachfolgebau des 1776 abgebrannten Teatro Regio Ducale. Maria Theresia ließ in der Hauptstadt der damals österreichischen Lombardei für den Neubau die Kirche Santa Maria alla Scala abreißen und durch den klassizistischen Architekten Giuseppe Piermarini das eher schlicht wirkende neue Opernhaus in nur 23 Monaten errichten. Den Eingang bildet eine Vorhalle mit Portikus. Über der Fensterreihe befindet sich ein Giebelfeld mit dem Sonnenwagen des Apoll. Das neue Haus wurde am 3. August 1778 eröffnet, zur Premiere wurde Antonio Salieris Oper L’Europa riconosciuta aufgeführt.
Nach der schweren Beschädigung im Zweiten Weltkrieg (1943) war das legendäre Opernhaus in Rekordzeit wieder aufgebaut worden. Am 11. Mai 1946 wurde das Haus mit einem Konzert unter Arturo Toscanini wiedereröffnet. Dem überhasteten Wiederaufbau waren verschiedene Fehler geschuldet, so wurde beispielsweise unter dem Orchestergraben Bauschutt abgelagert, was die Akustik beeinträchtigte. Eine Grundsanierung wurde dringend erforderlich. Eine heftige Diskussion über die Art der Sanierung entbrannte. Trotz erheblichen Protests, einer Sammlung von 18.000 Unterschriften durch die Primaballerina Carla Fracci zugunsten einer Erhaltung und behutsamen Modernisierung der voll funktionsfähigen Bühnentechnik und trotz Prozessen vor Gericht wurde die Scala teilweise abgerissen. Das Foyer, der Zuschauerraum und die von Stahlträgern gestützten Außenmauern blieben stehen. Der gesamte hintere Teil, beginnend mit der Bühne aus Holz, wurde entfernt.
Von 2002 bis Anfang Dezember 2004 war die Mailänder Scala geschlossen, um Akustik und Bühnentechnik auf den neuesten Stand zu bringen und dabei doch den Stil der ursprünglichen Inneneinrichtung weitgehend zu erhalten. Mit der Renovierung wurde der Schweizer Architekt Mario Botta beauftragt. Unter seiner Verantwortung entstand ein Theater mit modernster Bühnentechnik, aber Foyer und Zuschauerraum erhielten eine Rekonstruktion der Ausstattung von 1778. Seither kann auf drei Bühnen gleichzeitig geprobt werden. Der neue Bühnenturm erreicht eine Höhe von 38 Metern.
Wieder eröffnet wurde das Opernhaus am 7. Dezember 2004 mit derselben Oper wie zur Ersteröffnung: L’Europa riconosciuta. Regie führte Luca Ronconi, die Ausstattung entwarf Pier Luigi Pizzi, Dirigent war Riccardo Muti, die Hauptrolle sang die deutsche Sopranistin Diana Damrau. Unter den 2000 geladenen Gästen waren Sophia Loren und Giorgio Armani sowie Angehörige mehrerer europäischer Königshäuser. Eine Eintrittskarte der höchsten Preiskategorie zur Eröffnungsveranstaltung kostete 2400 Euro.
Ein Konflikt entzündete sich an der Person des Nachfolgers des Intendanten Carlo Fontana. Der Musikdirektor Muti favorisierte Maurizio Meli, gegen den sich jedoch die Belegschaft in Protestversammlungen aussprach. Die Wogen schlugen so hoch, dass Muti das Vertrauen in seine Person nicht mehr gegeben sah und zurücktrat. Schließlich kristallisierten sich Stéphane Lissner, Intendant des Festivals in Aix-en-Provence sowie Musikintendant der Wiener Festwochen, und Alexander Pereira, Direktor des Opernhauses Zürich als wichtigste Nachfolgekandidaten heraus. Lissner wurde 2005 bestellt und gab dafür seine Position in Aix auf.
Am 1. Oktober 2014 trat Alexander Pereira die Nachfolge Lissners an.
Im März 2019 lehnte der Scala-Aufsichtsrat den Einstieg Saudi-Arabiens – gegen Zahlung einiger Millionen als Sponsor – in das Mailänder Opernhaus ab. Nach einer großen öffentlichen Ablehnung der vom Intendanten Alexander Pereira eingefädelten Millionengelder gegen Berufung des saudi-arabischen Kulturministers in den Scala-Aufsichtsrat stellten sich Politiker aller italienischen Parteien gegen die Initiative.

## Spielzeit

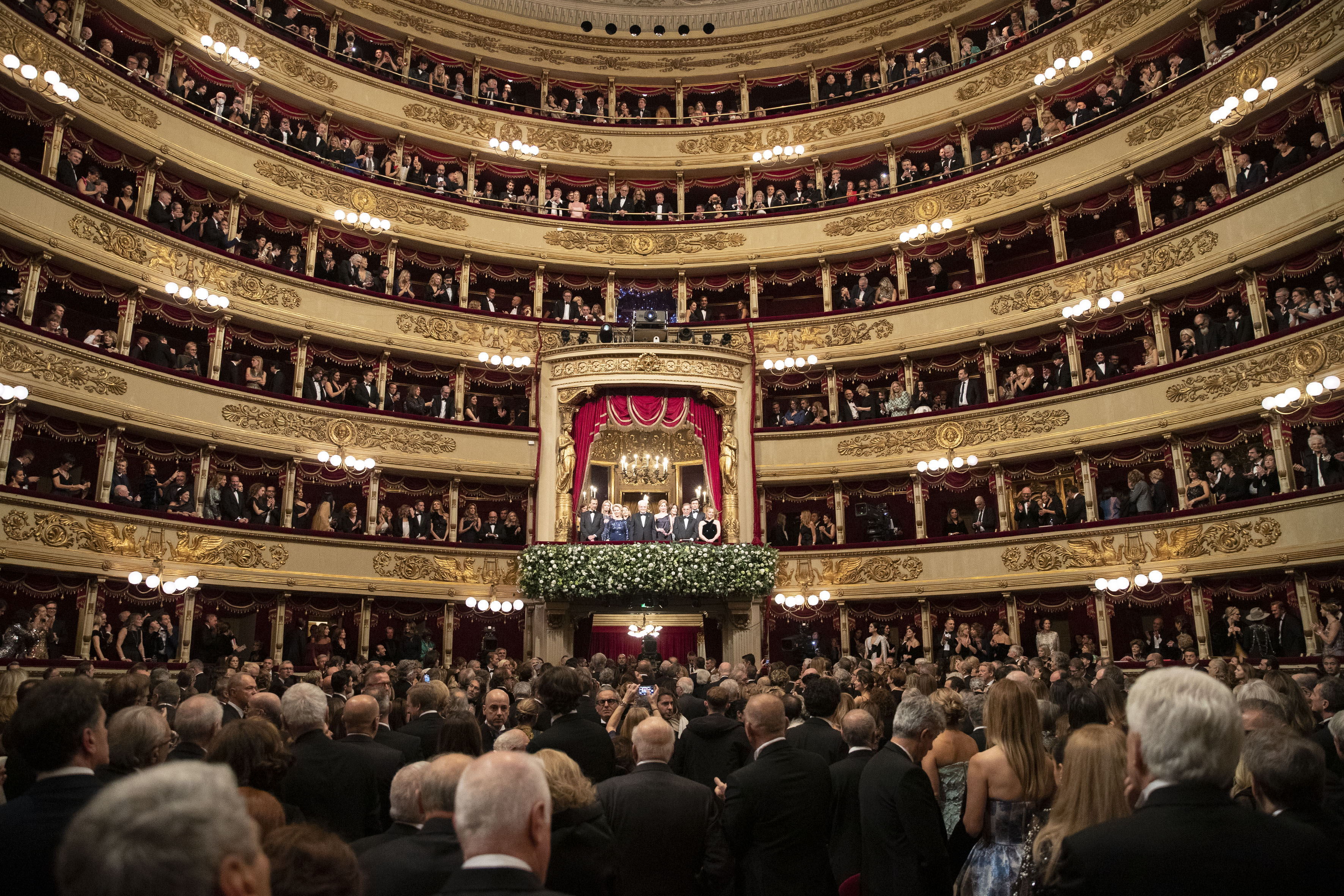
Eröffnung der Saison (7. Dezember 2022)

Die Saison beginnt alljährlich am 7. Dezember, dem Namenstag des Stadtpatrons von Mailand, des Bischofs und Kirchenvaters Hl. Ambrosius (Sant’Ambrogio).

## Sonstiges
Laut Auskunft des Opernhauses befinden sich die besten Plätze in Bezug auf Sicht und Akustik in den Logen 19, die in der Mitte des hinteren Parketts liegen.
Alle Aufführungen beginnen traditionsgemäß „pünktlich“ zur vollen Stunde. Auch auf der Webseite wird eigens in Fettschrift darauf hingewiesen, da dies für italienische Sitten durchaus ungewöhnlich ist. Früher war es sogar üblich, die Uhren nach dem Spielbeginn zu richten.
Zum 238. Jahrestag der Einweihung am 3. August 2016 wurde dem Opernhaus ein Google Doodle gewidmet.

## Persönlichkeiten

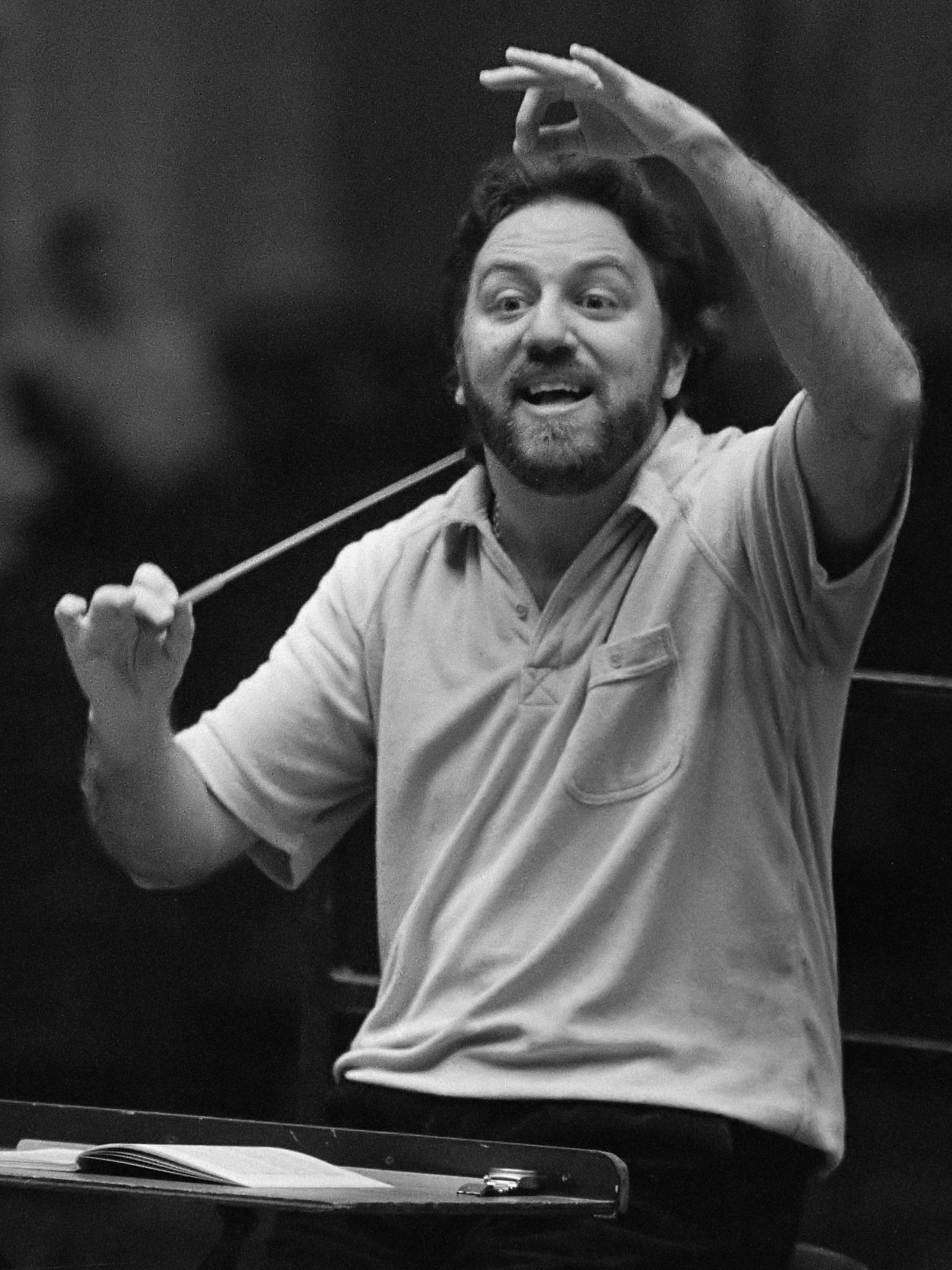
Riccardo Chailly, Musikdirektor seit 2015

### Generalintendanten
- Giulio Gatti-Casazza (1898–1907)
- Jenner Mataloni (1932–1943)
- Carlo Gatti (1943–1946)
- Antonio Ghiringhelli (1946–1972)
- Paolo Grassi (1972–1977)
- Carlo Maria Badini (1977–1990)
- Carlo Fontana (1990–2005)
- Stéphane Lissner (2005–2014)
- Alexander Pereira (1. Oktober 2014 – Juni 2021[7])
- Dominique Meyer (ab Juli 2021[7])

### Künstlerische Direktoren
- Mario Rossi
- Alberto Zedda (1992/1993)
- Bruno Mars (1994/1998)

### Musikdirektoren
- Arturo Toscanini (1898–1903, 1906–07 und 1921–29)
- Cleofonte Campanini (1903–1905)
- Leopoldo Mugnone (1905–1906)
- Arturo Toscanini (1906–1907)
- Edoardo Vitale (1907–1910)
- Tullio Serafin (1910–1914)
- Carlo Maria Giulini (1953–1956)
- Gino Marinuzzi (1914–1917)
- Tullio Serafin (1917–1918)
- Arturo Toscanini (1921–1929)
- Franco Capuana (1949–1952)
- Guido Cantelli (1956)
- Claudio Abbado (1969–1986)
- Riccardo Muti (1986–2005)
- Daniel Barenboim (2006–2011) als Hauptgastdirigent
- Daniel Barenboim (2011–2014)[8]
- Riccardo Chailly (seit 1. Januar 2015)[9]

### Chordirektoren
- Bruno Casoni
- Giulio Bertola (1983–1991)
- Gerhard Schmidt-Gaden (1984–1989)
- Vittore Veneziani

## Uraufführungen
| Datum         | Oper                                                                                                 | Komponist / Librettist                                                                            | Dirigat (D) / Regie (R) / Bühnenbild (B) / Kostüme (K) / Besetzung | Anmerkungen |
| ------------- | --- | ------------------------------------------------------------------------------------------------- | --- | --- |
| 3. Aug. 1778  | L’Europa riconosciuta                                                                                | Antonio Salieri / Mattia Verazi (~1730–1794)                                                      | | |
| 26. Dez. 1805 | Adelasia ed Aleramo                                                                                  | Johann Simon Mayr / Luigi Romanelli                                                               | | |
| 1805          | Eraldo ed Emma                                                                                       | Johann Simon Mayr / Gaetano Rossi                                                                 | | |
| 26. Sep. 1812 | La pietra del paragone                                                                               | Gioachino Rossini / Luigi Romanelli                                                               | | |
| 14. Aug. 1814 | Il turco in Italia                                                                                   | Gioachino Rossini / Felice Romani                                                                 | | |
| 26. Dez. 1820 | Fedra                                                                                                | Johann Simon Mayr / Luigi Romanelli                                                               | | |
| 27. Okt. 1827 | Il pirata                                                                                            | Vincenzo Bellini / Felice Romani                                                                  | | |
| 14. Feb. 1829 | La straniera                                                                                         | Vincenzo Bellini / Felice Romani                                                                  | | |
| 26. Dez. 1831 | Norma                                                                                                | Vincenzo Bellini / Felice Romani                                                                  | | |
| 13. März 1832 | Ugo, conte di Parigi                                                                                 | Gaetano Donizetti / Felice Romani                                                                 | | |
| 26. Dez. 1833 | Lucrezia Borgia                                                                                      | Gaetano Donizetti / Felice Romani                                                                 | | |
| 30. Dez. 1835 | Maria Stuarda (Maria Stuart)                                                                         | Gaetano Donizetti / Giuseppe Bardari                                                              | | |
| 17. Nov. 1839 | Oberto conte di San Bonifacio                                                                        | Giuseppe Verdi / Antonio Piazza, Bartolomeo Merelli (1794–1879) und Temistocle Solera (1815–1878) | | |
| 5. Sep. 1840  | Un giorno di regno (König für einen Tag)                                                             | Giuseppe Verdi / Felice Romani                                                                    | | |
| 13. März 1841 | Il proscritto (Der Verbannte)                                                                        | Otto Nicolai / Gaetano Rossi (1774–1855)                                                          | | |
| 9. März 1842  | Nabucco                                                                                              | Giuseppe Verdi / Temistocle Solera                                                                | | |
| 1. Feb. 1843  | I Lombardi alla prima crociata (Die Lombarden auf dem ersten Kreuzzug)                               | Giuseppe Verdi / Temistocle Solera und Tommaso Grossi (1790–1853)                                 | Giacomo Panizza (D) | |
| 15. Feb. 1845 | Giovanna d’Arco                                                                                      | Giuseppe Verdi / Temistocle Solera                                                                | | |
| 5. März 1868  | Mefistofele (1. Fassung)                                                                             | Arrigo Boito                                                                                      | | |
| 7. März 1874  | I lituani (Die Litauer)                                                                              | Amilcare Ponchielli / Antonio Ghislanzoni                                                         | Franco Faccio (D) | |
| 8. Apr. 1876  | La Gioconda                                                                                          | Amilcare Ponchielli / Arrigo Boito                                                                | Franco Faccio (D) | |
| 26. Dez. 1880 | Il figliuol prodigo                                                                                  | Amilcare Ponchielli / Angelo Zanardini (1820–1893)                                                | | |
| 17. März 1885 | Marion Delorme                                                                                       | Amilcare Ponchielli / Enrico Golisciani                                                           | Franco Faccio (D) | |
| 5. Feb. 1887  | Otello                                                                                               | Giuseppe Verdi / Arrigo Boito                                                                     | Franco Faccio (D) | |
| 21. Apr. 1889 | Edgar                                                                                                | Giacomo Puccini / Ferdinando Fontana (1850–1919)                                                  | Franco Faccio (D) | |
| 20. Jan. 1892 | La Wally                                                                                             | Alfredo Catalani / Luigi Illica                                                                   | Edoardo Mascheroni (D) | |
| 9. Feb. 1893  | Falstaff                                                                                             | Giuseppe Verdi / Arrigo Boito                                                                     | Edoardo Mascheroni (D) | |
| 16. Feb. 1895 | Guglielmo Ratcliff                                                                                   | Pietro Mascagni / Andrea Maffei (1798–1885) (nach Heinrich Heine)                                 | | |
| 25. März 1895 | Silvano                                                                                              | Pietro Mascagni / Giovanni Targioni-Tozzetti                                                      | | |
| 28. März 1896 | Andrea Chénier                                                                                       | Umberto Giordano / Luigi Illica                                                                   | | |
| 17. Jan. 1901 | Le maschere (Die Masken)                                                                             | Pietro Mascagni / Luigi Illica                                                                    | Arturo Toscanini (D) / Enrico Caruso (Florindo) | Gleichzeitige Uraufführung an weiteren Bühnen: Genua (Teatro Carlo Felice), Turin (Teatro Regio) Rom (Teatro Costanzi), Venedig (Teatro La Fenice), Verona (Teatro Filarmonico) |
| 1. März 1902  | Germania (Deutschland)                                                                               | Alberto Franchetti / Luigi Illica                                                                 | Arturo Toscanini (D) / mit Enrico Caruso | |
| 19. Dez. 1903 | Siberia (Sibirien)                                                                                   | Umberto Giordano / Luigi Illica                                                                   | Cleofonte Campanini (D) | |
| 17. Feb. 1904 | Madama Butterfly                                                                                     | Giacomo Puccini / Giuseppe Giacosa und Luigi Illica                                               | Cleofonte Campanini (D) | |
| 29. März 1906 | Notte di leggenda                                                                                    | Alberto Franchetti / Giovacchino Forzano                                                          | | |
| 15. Dez. 1913 | Parisina                                                                                             | Pietro Mascagni / Gabriele D’Annunzio                                                             | | |
| 14. Jan. 1915 | Notte di leggenda                                                                                    | Alberto Franchetti / Giovacchino Forzano                                                          | Gino Marinuzzi (D) / Giulio Cirino (Conte Aldovrandi), Cecilia Gagliardi (Vanna Aldovrandi), Giuseppe De Luca (Principe Gualberto Vismundi), Manfredo Polverosi (Gilfredo dei Vaschi), Luigi Ferroni (Neri) | Uraufführung der Neufassung |
| 20. März 1915 | Fedra                                                                                                | Ildebrando Pizzetti / Gabriele D’Annunzio                                                         | | |
| 16. Dez. 1922 | Dèbora e Jaéle                                                                                       | Ildebrando Pizzetti                                                                               | | |
| 26. Apr. 1923 | Belfagor                                                                                             | Ottorino Respighi / Claudio Guastalla (1880–1948)                                                 | Antonio Guarnieri (D) / Giovacchino Forzano (R) / Vittorio Rota und Cesare Fratino (B) / Mariano Stabile (1888–1968) (Belfagor), Gaetano Azzolini (1876–1928) (Mirocleto)                                   | |
| 1. Mai 1924   | Nerone                                                                                               | Arrigo Boito                                                                                      | Arturo Toscanini (D) | Fragment; ergänzt von Antonio Smareglia, Vittorio Tommasini [1879–1964] und Arturo Toscanini                                                                                    |
| 20. Dez. 1924 | La cena delle beffe (Das Nachtmahl der Spötter)                                                      | Umberto Giordano / Sem Benelli (1877–1949)                                                        | Arturo Toscanini (D) | |
| 7. März 1925  | I cavalieri di Ekebù (Die Herren von Ekeby)                                                          | Riccardo Zandonai / Arturo Rossato (nach Selma Lagerlöf)                                          | Arturo Toscanini (D) | |
| 25. Apr. 1926 | Turandot                                                                                             | Giacomo Puccini / Giuseppe Adami (1878–1946) und Renato Simoni (1875–1952)                        | Arturo Toscanini (D) | Uraufführung als Fragment; von Franco Alfano ergänzte Fassung ab der 2. Vorstellung gespielt                                                                                    |
| 29. Dez. 1927 | Sly ovvero La leggenda del dormiente risvegliato (Sly oder Die Legende vom wiedererwachten Schläfer) | Ermanno Wolf-Ferrari / Giovacchino Forzano                                                        | Ettore Panizza (D) / Aureliano Pertile (Sly), Mercedes Llopart (1895–1970) (Dolly) | |
| 16. Mai 1928  | Fra Gherardo                                                                                         | Ildebrando Pizzetti                                                                               | Arturo Toscanini (D) | |
| 12. Jan. 1929 | Il rè (Der König)                                                                                    | Umberto Giordano / Giovacchino Forzano                                                            | | |
| Feb. 1929     | Le preziose ridicole (Die lächerlichen Preziosen)                                                    | Felice Lattuada / Arturo Rossato (nach Molière)                                                   | | |
| 16. Jan. 1935 | Nerone                                                                                               | Pietro Mascagni / Giovanni Targioni-Tozzetti (nach Pietro Cossa [1830–1880])                      | Pietro Mascagni (D) | |
| 12. Feb. 1936 | Il campiello (Der kleine Platz)                                                                      | Ermanno Wolf-Ferrari / Mario Ghisalberti (nach Carlo Goldoni)                                     | Gino Marinuzzi (D) | |
| 2. Jan. 1947  | L’oro (Das Gold)                                                                                     | Ildebrando Pizzetti                                                                               | Ildebrando Pizzetti (D) | |
| 21. Feb. 1948 | Le Baccanti (Die Bacchantinnen)                                                                      | Giorgio Federico Ghedini / Tullio Pinelli (* 1908) (nach Euripides)                               | | |
| 14. Feb. 1953 | Trionfo di Afrodite                                                                                  | Carl Orff / (nach Catull, Sappho, Euripides)                                                      | Herbert von Karajan (D) | |
| 24. März 1954 | La figlia del Diavolo                                                                                | Virgilio Mortari / Corrado Pavolini (1898–1980)                                                   | Nino Sanzogno (D) | |
| 24. März 1954 | La gita in campagna (Der Ausflug aufs Land)                                                          | Mario Peragallo (1910–1996) / Alberto Moravia                                                     | Nino Sanzogno (D) | |
| 10. März 1956 | L’ipocrita felice (Der glückliche Heuchler)                                                          | Giorgio Federico Ghedini / Franco Antonicelli                                                     | Antonino Votto (D) | Uraufführung im Teatro Piccola Scala |
| 10. Jan. 1957 | Caino (Kain)                                                                                         | Felice Lattuada / Giuseppe Zambianchi                                                             | Nino Sanzogno (D) / Mario Frigerio (R) / Nicola Benois (B) | |
| 26. Jan. 1957 | Les Dialogues des Carmélites (Gespräche der Karmelitinnen)                                           | Francis Poulenc / (nach Georges Bernanos)                                                         | Nino Sanzogno (D) / Margherita Wallmann / Nicola Benois (B) | |
| 1. März 1958  | Assassinio nella cattedrale (Mord im Dom)                                                            | Ildebrando Pizzetti / (nach T. S. Eliot)                                                          | Gianandrea Gavazzeni (D) / Margherita Wallmann (R) | |
| 23. März 1961 | Il calzare d’argento (Der Silberschuh)                                                               | Ildebrando Pizzetti / Riccardo Bacchelli                                                          | | |
| 18. Juni 1962 | Atlántida (Atlantis)                                                                                 | Manuel de Falla / (nach Jacint Verdaguer)                                                         | [[[Thomas Schippers]] (D) / Margherita Wallmann (R) Teresa Stratas (Königin Isabella), Giulietta Simionato (Pirene), Roger Browne (Erzähler)                                                                | Fragment; ergänzt von Ernesto Halffter |
| 5. März 1963  | Les mamelles de Tirésias (Die Brüste des Teiresias)                                                  | Francis Poulenc / Guillaume Apollinaire                                                           | | Uraufführung der Kammerorchester-Fassung/Piccola Scala |
| 6. Mai 1963   | Passaggio (Überfahrt)                                                                                | Luciano Berio / Edoardo Sanguineti                                                                | | Piccola Scala |
| 1. März 1965  | Clitennestra (Klytämnestra)                                                                          | Ildebrando Pizzetti                                                                               | Gianandrea Gavazzeni (D) | |
| 27. März 1965 | Atomtod                                                                                              | Giacomo Manzoni (* 1932) / Emilio Jona                                                            | Claudio Abbado (D) / Virginio Puecher (R) / Josef Svoboda (1920–2002) (B) | Piccola Scala |
| 1966          | L’albergo dei poveri (Nachtasyl)                                                                     | Flavio Testi / (nach Maxim Gorki)                                                                 | | Piccola Scala |
| 19. Mai 1972  | La camera degli sposi                                                                                | Paolo Renosto / Antonio Rostagno                                                                  | Giampiero Taverna (D) / Diaz Antonelli Madau (R) / Savi (B) | Piccola Scala |
| 2. März 1973  | Amore e Psiche                                                                                       | Salvatore Sciarrino / Aurelio Pes                                                                 | Giampiero Taverna (D) / Filippo Crivelli (R) / Cavaliere (B) | Piccola Scala |
| 4. Apr. 1975  | Al gran sole carico d’amore                                                                          | Luigi Nono / Jurij Ljubimow (* 1917)                                                              | Claudio Abbado (D) / Jurij Ljubimow (R) / David Borovskij (B) | Uraufführung mit dem Ensemble der Scala im Teatro Lirico; Uraufführung der 2. Fassung: 11. Februar 1978                                                                         |
| 7. Apr. 1976  | Nottetempo (Nachts)                                                                                  | Sylvano Bussotti / Romano Amidei                                                                  | Giampiero Taverna (D) / Romano Amidei (R) / Varisco (B) | |
| 9. Dez. 1980  | Le Racine, pianobar pour Phèdre                                                                      | Sylvano Bussotti                                                                                  | Massimo de Bernardt (D) | Piccola Scala |
| 5. Feb. 1981  | Il sosia (Der Doppelgänger)                                                                          | Flavio Testi / (nach Dostojewski)                                                                 | Roberto Abbado (D) / Virginio Puecher (R) / Pagano (B) / Mit Philip Langridge | Piccola Scala |
| 15. März 1981 | Donnerstag aus Licht                                                                                 | Karlheinz Stockhausen                                                                             | Péter Eötvös (D) / Luca Ronconi (R) / Gae Aulenti (B) | |
| 9. März 1982  | La vera storia (Die wahre Geschichte)                                                                | Luciano Berio / Italo Calvino                                                                     | Luciano Berio (D) / Maurizio Scaparro (R) / Tommasi (B) | |
| 15. Jan. 1983 | Lohengrin                                                                                            | Salvatore Sciarrino / (nach Jules Laforgue)                                                       | Salvatore Sciarrino (D) | Piccola Scala |
| 25. Mai 1984  | Samstag aus Licht                                                                                    | Karlheinz Stockhausen                                                                             | Karlheinz Stockhausen (D) / Luca Ronconi (R) / Gae Aulenti (B) | im Palazzo dello Sport (Palasport di San Siro) |
| 16. Feb. 1985 | Atem                                                                                                 | Franco Donatoni                                                                                   | Zoltán Peskó (D) / Giorgio Pressburger (R) / Maurizio Balò (B) | |
| 27. Jan. 1987 | Riccardo III (Richard III.)                                                                          | Flavio Testi / (nach Shakespeare)                                                                 | Roberto Abbado (D) / Virginio Puecher (R) / Grossi (B) | |
| 7. Juli 1987  | Il principe felice (Der glückliche Prinz)                                                            | Franco Mannino (1924–2005) / Maria Stella Sernas                                                  | Franco Mannino (D) / Sandro Sequi (R) / Luzzati (B) | |
| 7. Mai 1988   | Montag aus Licht                                                                                     | Karlheinz Stockhausen                                                                             | Péter Eötvös (D, 1. Akt) / Karlheinz Stockhausen (Klangregie) / Michael Bogdanov (R) / Chris Dyer (B) | |
| 16. Mai 1989  | Doktor Faustus                                                                                       | Giacomo Manzoni (* 1932) / (nach Thomas Mann)                                                     | Gary Bertini (D) / Robert Wilson (R) / Cristini (B) | |
| 20. Mai 1990  | Blimunda                                                                                             | Azio Corghi (1937–2022) / José Saramago                                                           | Zoltán Peskó (D) / Jérôme Savary (1942–2013) (R) / Lebois (B) | |
| 5. Okt. 1996  | Outis                                                                                                | Luciano Berio / Dario Del Corno                                                                   | David Robertson (D) / Graham Vick (R) / Timothy O’Brien (B) | |
| 2002          | Il processo (Der Prozess)                                                                            | Alberto Colla (* 1968) / (nach Franz Kafka)                                                       | Enrique Mazzola (D) / Daniele Abbado (R) / Giovanni Carluccio (B) | |
| 22. Sep. 2007 | Teneke                                                                                               | Fabio Vacchi / Franco Marcoaldi (nach Yaşar Kemal)                                                | Roberto Abbado (D) / Ermanno Olmi (R) / Arnaldo Pomodoro (B+K) | |
| 26. Apr. 2011 | Quartett                                                                                             | Luca Francesconi / (nach Heiner Müller)                                                           | Susanna Mälkki (D) / Àlex Ollé (R) | |
| 15. Nov. 2018 | Fin de partie (Endspiel)                                                                             | György Kurtág / (nach Samuel Beckett)                                                             | Markus Stenz (D) / Pierre Audi (R) / Christof Hetzer (B) | |